# Árpád-András Antal
Árpád-András Antal (n. 10 august 1975, Rupea, România) este un politician de etnie maghiară, deputat în Parlamentul României între 2004-2008, primar al municipiului Sfântu Gheorghe din 2008, din partea partidului UDMR.